# Doddamallekere, Gauribidanur
Doddamallekere là một làng thuộc tehsil Gauribidanur, huyện Kolar, bang Karnataka, Ấn Độ.